# Corinth ostroma
Corinth ostroma (más néven az első corinthi ütközet) az amerikai polgárháború 1862. április 29-től május 30-ig vívott összecsapása volt a Mississippi állambeli Corinth közelében. A város stratégiai fontossággal bírt két vasútvonal csomópontjaként; Corinthban találkozott a Mobile–Ohio és a Memphis–Charleston vasút. Az ostrom a konföderációsok visszavonulásával végződött. A Henry W. Halleck által vezetett uniós erők birtokba vették a várost, mely később bázisul szolgált a Mississippi völgyében vezetett hadműveleteikhez, kivált a Konföderáció vicksburgi erődje ellen.

## Az ütközet háttere
A shiloh-i csatában elért uniós győzelmet követően Henry W. Halleck vezérőrnagy három hadsereget vont össze Corinth megtámadására: a Tennessee hadsereget, az Ohio hadsereget, és a Mississippi hadsereget. A Shiloh-nál az északiakat ért meglepő támadás és az elszenvedett óriási veszteségek óvatossá tették, így hosszadalmas előkészületekbe bonyolódott. Minden apró előrenyomulás után lövészárkot ásatott és más védelmi erődítéseket készített. Ilymódon 1862. május 25-ig, három hét alatt mindössze nyolc kilométert előrehaladva Halleck végre ostrom alá vehette a várost. A déliek hangulata nyomott volt és Beauregard csapatai kétszeres létszámfölényben levő ellenséggel álltak szemben. A fertőzött ivóvíztől a katonák ezrével dőltek ágynak hastífusztól és vérhastól szenvedve. A döntő haditanácson a tisztek arra a következtetésre jutottak, hogy nem tudják megtartani a fontos vasúti csomópontot. A betegségek majdnem annyi életet követeltek, mint a Shiloh-i csatavesztés.

## Az összecsapások

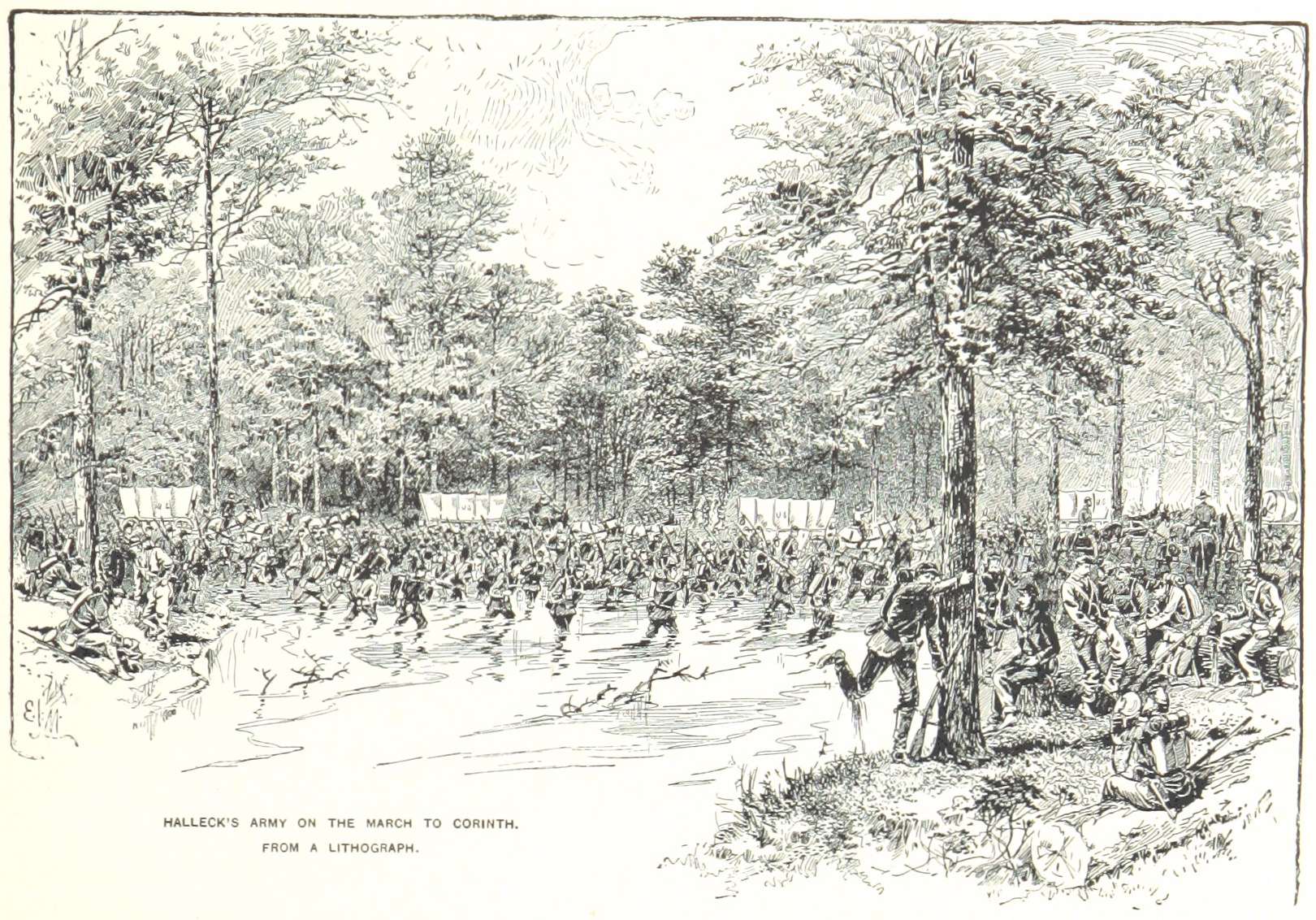
Halleck hadserege menetel Corinth felé. Edwin J. Meeker 1887-es litográfiája.

### Farmington
Halleck szárnyparancsnokai közül John Pope bizonyult a legtámadókedvűbbnek a hadjárat folyamán. Pope vezette az egyesített hadsereg Left Wingnek nevezett bal oldalát, mely Halleck főhadiszállásától legtávolabb volt. Május 3-án Pope előrenyomult és elfoglalta Farmington városát, mely alig pár kilométerre feküdt Corinth-tól. Ahelyett, hogy Halleck a Center Wingnek nevezett, Don Carlos Buell parancsnoksága alatt álló középső hadsereget felzárkóztatta volna hozzá, Halleck visszavonulást parancsolt Pope-nak. Május 9-én Beauregard utasította Earl Van Dorn vezérőrnagyot, hogy támadja meg Pope hadát. Pope sikeresen visszavonult és újra felzárkózott Buell soraihoz. Braxton Bragg-nek 25 000 déli katona állt rendelkezésére. Az északiak létszáma itt 12 000-re tehető. A konföderációsok vesztesége 9 fő volt, az Unió 16 halottat és 148 sebesültet veszített.
A 8. Wisconsini önkéntes gyalogezred parancsot kapott, hogy vonja magára az ellenséget, hogy meg lehessen becsülni a létszámukat és aztán vonuljon vissza a várostól északra eső mocsár felé. Az ezred 5 halott, 14 súlyos sebesült és 19 könnyebb sebesült veszteséget jelentett. Az ezred Old Abe nevű kabalaállata, egy fehérfejű rétisas elkísérte az ezredet a vállalkozásra.

### Russell's House
Ahogy Halleck hadseregcsoportjának szárnyai felsorakoztak Corinth előtt, William Tecumseh Sherman előterjesztett egy a James R. Chalmers dandártábornok vezette konföderációs dandár ellen irányuló támadási tervet. Chalmers a Russell ház körül építette ki állásait. Sherman, Halleck és George Henry Thomas május 16-i találkozóján megvitatták a tervet. Sherman elképzelését Morgan L. Smith ezredes és James W. Denver dandártábornok vezette dandárok támadására építette, melyet Stephen A. Hurlbut vezérőrnagy hadosztálya támogatott. Május 17-én a meginduló támadásban Denver haladt a jobb oldalon, Smith a centrumban, Hurlbut pedig a tartalékot képezte a bal oldalon. Chalmers katonái azonban makacs ellenállást fejtettek ki, néhányan közülük a házból tartva tűz alatt az északiakat. A déliek kis híján meglepetést okoztak egy Smith ellen indított oldaltámadással, de Thomas Kilby Smith és az 54. Illinois-i gyalogezred visszaverték a rohamot. Az uniós erőfölény akkor kezdte hatását éreztetni, mikor az 1. Illinois-i tüzérüteg állást foglalt. Chalmers visszavonult a Philips Creek mögé, annak a Russell ház birtokának közelébe, melyet Morgan L. Smith uniós katonái elfoglaltak magaslati fekvése miatt. Sherman veszteségei csekélyek voltak: mindössze 10 halottat és 31 sebesültet számlátak. A déliek vesztesége nem ismert, de Sherman 12 halott katonájukról tett jelentést, melyet a csatamezőn találtak. Ugyanezen a napon Thomas W. Sherman dandártábornok hadosztálya kiszorította a délieket a Bridge Creek átkelőhelye közeléből.

### Özvegy Surrattné Farmja
Május 21-én Nelson vezérőrnagy parancsára Thomas D. Sedgewick ezredes fegyveres felderítést kezdett a Bridge Creek mentén álló déli lövészárkok ellen, özvegy Surrattné farmja közelében. Sedgewick Thomas J. Wood dandártábornok állásaiból indulva a 20. Kentucky gyalogezredet egy tisztás szélén, az 1. Kentucky gyalogezredet pedig sűrű erdős terepen sorakoztatta fel. Nem sokkal ezután a katonáit tűz alá vették. A déliek ellenállása túl erősnek bizonyult, így az uniós egységek kihátráltak a tűzből. Sedgewick tüzérséget hozatott, valamint a 2. Kentucky gyalogezredet erősítésnek, Wood pedig lovasságot vezényelt oda támogatásként. A déliek ezután megpróbálták oldalbatámadni az 1. Kentucky gyalogezredet, de az Alvan C. Gillem által vezényelt uniós tüzérségi fedezete és az 1. Indianai gyalogezred tartalékban tartott erejének bevetése kivédte a támadást. A konföderációsok további három támadást vezettek az uniós szárny ellen, majd visszavonultak a Surratt farm mögötti patakhoz. Nelson vezérőrnagy parancsára Segdewick estig tartotta állásait, majd visszatért az uniós táborba. Egy héttel később Buell vezérőrnagy támadást vezetett a Surratt Farm körüli magaslatok elfoglalása érdekében.

### A dupla rönkház
Május 27-én Halleck utasította William Tecumseh Shermant, hogy foglalja el a Corinth Road mellett épül rönkház környéki konföderációs állásokat és ha lehetséges, akkor vonuljon fel Corinth városa elleni demonstrációra is. A Sherman frontja előtti gyapotföld végében állt két egymás mellé épült rönkház, melyet a déliek a rések bedeszkázásával szilárd fedezékké alakítottak át. Sherman támadóoszlopot alakított ki Morgan L. Smith dandárjával a bal oldalon, és James W. Denver dandárjával a jobb oldalon. John A. Logan dandárja a McClernand tartalékhadosztályból és James C. Veatch dandárja Hurlbut hadosztályából fejlődött fel a támadás támogatására. Ezra Taylor ezredes tüzérségi ütegei jelezték a támadás megkezdését. Denver és Smith gyors rohammal elfoglalta a rönkházat és biztosította a dombtetőt. A déliek támadást hajtottak végre Sherman rajtaütésben részt vevő erői ellen, de a próbálkozást az északi gyalogság és a tüzérség visszaverte. Másnap Sherman hadosztályának maradéka és tüzérsége is előre lett vonva az új pozícióba, mely jó rálátást kínált Corinth városára. Grant és George H. Thomas jelen volt ennél az ütközetnél és engedélyezték a műveletet.

### A Surratt domb
A Surratt özvegy farmja közelében álló dombot a konföderációs hadsereg őrposztokkal őrizte. Halleck összes haderejét vonalba sorakoztatta és Buell parancsot kapott a domb megtisztítására, birtokba vételére és a további Corinth elleni hadműveletek érdekében való hasznosításra. Buell választása Alexander M. McCook eddig tartalékot képező hadosztályára esett. Május 27-én McCook kialakította dandárjai támadási formációját és meglepetésből, óriási túlerővel szándékozott legyűrni a konföderációs ellenállást. Lovell H. Rousseau és Richard H. Johnson dandártábornokok vezették a támadást, Frederick S. Stumbaugh dandárja a második támadóhullámot képezte Johnsonék mögött, Robert L. McCook ezredesé (Thomas W. Sherman hadosztályából) pedig Rousseau-ék mögött. A Johnson dandár ellen rajtaütéseket hajtottak végre a déliek, de a dombot rövid idő alatt lerohanta az uniós katonaság. McCook hadosztálya beásta magát és nehéztüzérséget vittek a domb újonnan meghódított állásaiba, ahonnét azonnal lőni kezdték a CSA állásait. Beauregard tüzérsége csak minimális mértékben válaszolt ezekre a tűzcsapásokra. A Surratt domb megszerzése lehetővét tette Halleck számára, hogy ostromütegekkel bombázza a corinth-i erődítményeket.

### A Bridge patak
Május 28-án Nelson vezérőrnagy utasította Sedgewick ezredest, hogy foglalja el a Tuscumbia-folyó kisebb mellékága, a Bridge-patak egyik átkelőhelyét, melyet a CSA védett. Sedgewick kivezette a lövészárokból dandárját, melynek frontját a 2. valamint a 20. Kentucky gyalogezred képezte. Sedgewick behatolt a déli őrjáratok közé és harcba bocsátkozott a hidat védő nagyobb egységgel. A Kentucky gyalogság elfoglalta a híd keleti végét, míg a 31. Indianai gyalogezredet és John Mendenhall százados tüzérségét Sedgewick előreküldte. Ezek támadása végleg kiverte a déli katonákat a híd közeléből, melynek védelmét feladták.

## A visszavonulás
A város küszöbön álló ostromát látva a konföderációs haditanács elhatározta a visszavonulást. Beauregard háromnapi élelmet osztatott ki egy nagy csoport katonájának és kihirdette, hogy támadni fognak. A várakozásnak megfelelően páran átszöktek az uniósok soraiba és elhíresztelték a hallottakat. Az északiak előkészítő tüzérségi csapásokat indítottak és a végső támadáshoz pozicionálták magukat. Május 29-e éjjelén azonban Beauregard hadserege a Mobile-Ohio vasúton elhagyta a várost, elszállítva a betegeket, sebesülteket, a nehéztüzérséget és a tonnákban mérhető készleteket is. Valahányszor egy-egy üres vonatszerelvény megérkezett, a katonák üdvrivalgással fogadták, mintha erősítés érkezett volna, holott az az elszállításra érkezett. A déliek csak az elrettentésnek felállított festett fatörzsből rögtönzött ágyúutánzataikat és földsáncaikat hagyták hátra. Óriási tábortüzeket raktak és egész éjjel égették őket, a tábori zenekarok pedig kürtökkel és pergődobokkal keltették azt a látszatot, mintha a konföderációs hadsereg harcias húzásra készült volna. A Mississippi hadsereg egészen Tupelóig húzódott vissza. A május 30-án a városba hatoló uniós hadsereg már csak a déliek hűlt helyét találta.

## Az ütközet utóélete
John Pope – akinek rámenőssége messze felülmúlta stratégiai kaliberét – azt írta visszaemlékezésében, hogy „Halleck óvatos hadjárata nem volt képes kihasználni olyan briliáns és tehetséges északi tisztek sokaságának képességeit, mint Grant, William Tecumseh Sherman, Sheridan, Thomas, McPherson, Logan, Buell, Rosecrans és sokan mások, akiket említhetnék.” Az Earl Van Dorn vezérőrnagy vezette déli hadsereg 1862 októberében megpróbálta visszafoglalni a várost, de a második corinthi ütközetben vereséget szenvedett Rosecranstől.

### Külső hivatkozások
- National Park Service battle description. CWSAC Battle Summaries. [2007. május 19-i dátummal az eredetiből archiválva]. (Hozzáférés: 2005. június 1.)
- Reading 1: The Siege of Corinth. Teaching with Historic Places. [2005. április 4-i dátummal az eredetiből archiválva]. (Hozzáférés: 2005. június 1.)
- CWSAC Report Update
- U.S. Army & Heritage Education Center: Description and map